# Маршалл, Джон (антрополог)
Джон Маршалл (англ. John Kennedy Marshall; 1932—2005) — американский режиссёр, антрополог. Известен документальными фильмами о племенах бушменов, собрание которых включено ЮНЕСКО в реестр Память мира в 2009 году.

## Биография
Сын Лоуренса Маршалла (1889—1980), одного из основателей военно-промышленной компании Raytheon и Лорны Жан Мак Маклин Маршалл (1898—2002) антрополога, специализировавшейся на африканских бушменах.
Впервые начал снимать в возрасте 17 лет, в 1949 году, во время организованной его отцом и матерью экспедиции в пустыню Калахари. В 1950—1958 годах снял более 150 часов плёнки.. В 1957 году выходит его первый антропологический фильм «Охотники», рассказывающий об охоте на жирафов.
В дальнейшем более 50 лет работал над фильм «Семья Калахари» («A Kalahari Family», лауреат множества кинопремий), долго жил среди бушменов племени жу-уанси из пустыни Калахари, живущими в районе Ньяе-Ньяе в северо-восточной Намибии.
В 1958 году уезжает из Намибии в связи с истечением срока визы (вернётся только в 1978 году).
в 1960-70-е годы он стал известен как режиссёр реалистичного кино-правды.
В 1957, 1960, 1967 годах изучает антропологию в Гарвардском и Йельском университетах.
В 1968 году совместно с Тимом Аш основал некоммерческую организацию Documentary Educational Resources, способствующую распространению антропологических фильмов в школах.
С 1980 года активно отстаивает права бушменов Намибии и ЮАР, организует рытьё колодцев, помогает создать местное самоуправление.
В 2003 году получил награду от Общества визуальной антропологии за большую работу, проделанную среди охотников и собирателей.
Умер от рака лёгких в 2005 году.
Был женат на Александре Элиот Маршалл. Дочь Соня, Пасынки Фредерик и Кристофер.